# Lijst van Belgische adelsverheffingen 1966
Personen die in 1966 werden opgenomen in de Belgische adel of een adellijke titel verwierven.

## Graaf
- Jonkheer André Carpentier de Changy (1922- ), de titel graaf, overdraagbaar bij eerstgeboorte.
- Jonkheer Jacques Carpentier de Changy (1923- ), de titel graaf, overdraagbaar bij eerstgeboorte.
- Jonkheer Claude Carpentier de Changy (1926-2006), de titel graaf, overdraagbaar bij eerstgeboorte.
- Jonkheer Marie Victor Baudouin de Marotte de Montigny (1894-1973), de titel graaf, overdraagbaar bij eerstgeboorte.

## Baron
- Antoon Bekaert, burgemeester van Zwevegem, erfelijke adel met de titel baron, overdraagbaar bij eerstgeboorte.
- Jonkheer Michel Donnet (1917-2013), generaal-majoor, de titel baron, overdraagbaar bij eerstgeboorte.
- Jean-Marie Nagelmackers (1894-1978), bankier, erfelijke adel en de titel baron, overdraagbaar bij eerstgeboorte.
- Baron Patrick Nothomb (1936- ), uitbreiding van de titel baron van 'overdraagbaar bij eerstgeboorte' naar 'op alle zonen, die ze op hun beurt bij eerstgeboorte zullen overdragen.
- Jonkheer Simon-Pierre Nothomb (1933-2012), de titel baron, overdraagbaar op zijn zonen, die ze op hun beurt bij eerstgeboorte zullen overdragen.
- Jonkheer Charles-Ferdinand Nothomb, de titel baron, overdraagbaar op zijn zonen, die ze op hun beurt bij eerstgeboorte zullen overdragen.
- Jonkheer Louis de Radiguès de Chennevière (1887-1970), de titel baron, overdraagbaar bij eerstgeboorte.
- Jonkheer Carlos de Radiguès de Chennevière (1889-1969), de titel baron, overdraagbaar bij eerstgeboorte.
- Jonkheer Jean de Radiguès de Chennevière (1893-1983), de titel baron, overdraagbaar bij eerstgeboorte.
- Jonkheer Gérard de Radiguès de Chennevière (1901-1976), de titel baron, overdraagbaar bij eerstgeboorte.
- Pierre van der Rest (1910-1999), erfelijke adel en de titel baron, overdraagbaar bij eerstgeboorte.
- Henri Thienpont (1894-1979), eerste voorzitter hof van beroep Gent, erfelijke adel en de persoonlijke titel baron.

## Ridder
- Jonkheer Georges Coppieters de ter Zaele (1893-1983), titel van ridder, overdraagbaar bij eerstgeboorte.
- Pierre Martens (1895-1981), hoogleraar Leuven, erfelijke adel en persoonlijke titel ridder.
- Jonkheer Jean-Ferdinand de Néeff (1909-1999), gouverneur van Brabant, de titel ridder, overdraagbaar bij eerstgeboorte.
- André Thienpont (1899-1967), erfelijke adel en de persoonlijke titel ridder.
- René Victor, erfelijke adel en de persoonlijke titel ridder.

## Jonkheer
- Victor Cooreman (1879-1976), erfelijke adel.
- Marc Desclée de Maredsous (1913-2007), erfelijke adel.
- Hadelin Desclée de Maredsous (1923- ), erfelijke adel.

## Jonkvrouw
- Marie-Anne Desclée de Maredsous (1912-1990), echtgenote van baron Jean Casier, persoonlijke adeldom.